# Petrogale xanthopus
O canguru-das-rochas (Petrogale xanthopus), anteriormente conhecido como wallaby-de-cauda-anelada é uma espécie de marsupial da família Macropodidae. Endêmica da Austrália.